# Comitatul Walla Walla, Washington
Comitatul Walla Walla, conform originalului din engleză,  Walla Walla  County, este unul din cele 39 comitate ale statului american  Washington.
Comitatul a fost numit după tribul Walla Walla, tribul amerindian omonim. Conform recensământului Census 2000, populația sa fusese de 55.180. Sediul, precum și cea mai populată localitate a comitatului este orașul Walla Walla.

## Geografie

### Elemente de referință geografică
- Columbia River
- Snake River
- Blue Mountains
- Touchet River
- Ponderosa Pines
- Banana Belt
- Walla Walla River

### Drumuri importante
- U.S. Route 12

### Comitate adiacente
- Comitatul Columbia, statul  Washington—la est
- Comitatul Umatilla, statul  Oregon—la sud
- Comitatul Benton, Washington—la vest
- Comitatul Franklin, Washington—la nord-vest
- Comitatul Whitman, Washington—la nord-est

### Zone protejate național
- McNary National Wildlife Refuge
- Umatilla National Forest (parțial)
- Whitman Mission National Historic Site

## Demografie
|  | Graficele sunt indisponibile din cauza unor probleme tehnice. Mai multe informații se găsesc la Phabricator și la wiki-ul MediaWiki. |

Date: Wikidata - grafică realizată de Wikipedia
| ←↑ Nord-vest—Comitatul Franklin, WA |                                   | ↑→ Nord-est—Comitatul Whitman, WA |
| ← Vest—Comitatul Benton, WA         | Comitatul Walla Walla, Washington | → Est—Comitatul Columbia, WA      |
|                                     | ↓ Sud—Comitatul Umatilla, OR      |                                   |